# 중국뒤쥐
중국뒤쥐(Sorex sinalis)는 땃쥐과에 속하는 포유류의 일종이다. 중국의 토착종이다. 자연 서식지는 아열대 또는 열대 기후 지역의 건조림이다. 서식지 감소로 멸종 위협에 놓여 있다.